# Az NSZK az olimpiai játékokon
Az NSZK, más néven Nyugat-Németország csapata 1952 és 1988 között valamennyi téli és nyári olimpiai játékokon képviseltette magát, kivételt csak az 1980-as nyári játékok jelentett.
1952-ben – bár már létezett a Német Demokratikus Köztársaság (Kelet-Németország) is – az NSZK Németország néven vett részt mindkét olimpián, míg az 1947 és 1956 között független Saar-vidék önálló olimpiai csapatot indított Helsinkiben a nyári játékokon.
1956-tól 1964-ig 6 olimpián (3 télin és 3 nyárin) az NSZK és az NDK közös csapattal indult Egyesült Német Csapat néven.
A nyugatnémet sportolók összesen 243 érmet nyertek, a nyári játékokon a legeredményesebb sportáguk az atlétika volt, a téli olimpiákon pedig az alpesisí.

## Éremtáblázatok

### Érmek a nyári olimpiai játékokon
| Olimpia           | Arany                              | Ezüst                              | Bronz                              | Összesen                           |
| 1952, Helsinki    | Németországként vett részt         | Németországként vett részt         | Németországként vett részt         | Németországként vett részt         |
| 1956–1964         | Az Egyesült Német Csapat részeként | Az Egyesült Német Csapat részeként | Az Egyesült Német Csapat részeként | Az Egyesült Német Csapat részeként |
| 1968, Mexikóváros | 5                                  | 11                                 | 10                                 | 26                                 |
| 1972, München     | 13                                 | 11                                 | 16                                 | 40                                 |
| 1976, Montréal    | 10                                 | 12                                 | 17                                 | 39                                 |
| 1980, Moszkva     | nem vett részt                     | nem vett részt                     | nem vett részt                     | nem vett részt                     |
| 1984, Los Angeles | 17                                 | 19                                 | 23                                 | 59                                 |
| 1988, Szöul       | 11                                 | 14                                 | 15                                 | 40                                 |
| Összesen          | 56                                 | 67                                 | 81                                 | 204                                |

### Érmek a téli olimpiai játékokon
| Olimpia           | Arany                              | Ezüst                              | Bronz                              | Összesen                           |
| 1952, Oslo        | Németországként vett részt         | Németországként vett részt         | Németországként vett részt         | Németországként vett részt         |
| 1956–1964         | Az Egyesült Német Csapat részeként | Az Egyesült Német Csapat részeként | Az Egyesült Német Csapat részeként | Az Egyesült Német Csapat részeként |
| 1968, Grenoble    | 2                                  | 2                                  | 3                                  | 7                                  |
| 1972, Szapporo    | 3                                  | 1                                  | 1                                  | 5                                  |
| 1976, Innsbruck   | 2                                  | 5                                  | 3                                  | 10                                 |
| 1980, Lake Placid | 0                                  | 2                                  | 3                                  | 5                                  |
| 1984, Szarajevó   | 2                                  | 1                                  | 1                                  | 4                                  |
| 1988, Calgary     | 2                                  | 4                                  | 2                                  | 8                                  |
| Összesen          | 11                                 | 15                                 | 13                                 | 39                                 |

## Érmek sportáganként

### Érmek a nyári olimpiai játékokon sportáganként
| Az NSZK érmei a nyári olimpiai játékokon sportáganként | Az NSZK érmei a nyári olimpiai játékokon sportáganként | Az NSZK érmei a nyári olimpiai játékokon sportáganként | Az NSZK érmei a nyári olimpiai játékokon sportáganként | Az olimpiai zászlaja |

| Sportág       | Arany | Ezüst | Bronz | Összesen |
| ------------- | ----- | ----- | ----- | -------- |
| Atlétika      | 12    | 14    | 17    | 43       |
| Lovaglás      | 11    | 5     | 9     | 25       |
| Vívás         | 7     | 8     | 1     | 16       |
| Kerékpározás  | 4     | 5     | 5     | 14       |
| Evezés        | 4     | 4     | 6     | 14       |
| Sportlövészet | 4     | 4     | 3     | 11       |
| Úszás         | 3     | 5     | 14    | 22       |
| Kajak-kenu    | 2     | 6     | 3     | 11       |
| Vitorlázás    | 2     | 2     | 3     | 7        |
| Súlyemelés    | 2     | 2     | 3     | 7        |
| Birkózás      | 1     | 4     | 4     | 9        |
| Cselgáncs     | 1     | 4     | 3     | 8        |
| Gyeplabda     | 1     | 3     | 0     | 4        |
| Ökölvívás     | 1     | 0     | 5     | 6        |
| Tenisz        | 1     | 0     | 1     | 2        |
| Kézilabda     | 0     | 1     | 0     | 1        |
| Torna         | 0     | 0     | 2     | 2        |
| Labdarúgás    | 0     | 0     | 1     | 1        |
| Vízilabda     | 0     | 0     | 1     | 1        |
| Összesen      | 56    | 67    | 81    | 204      |

### Érmek a téli olimpiai játékokon sportáganként
| Az NSZK érmei a téli olimpiai játékokon sportáganként | Az NSZK érmei a téli olimpiai játékokon sportáganként | Az NSZK érmei a téli olimpiai játékokon sportáganként | Az NSZK érmei a téli olimpiai játékokon sportáganként | Az olimpiai zászlaja |

| Sportág          | Arany | Ezüst | Bronz | Összesen |
| ---------------- | ----- | ----- | ----- | -------- |
| Alpesisí         | 3     | 5     | 1     | 9        |
| Gyorskorcsolya   | 3     | 0     | 0     | 3        |
| Északi összetett | 2     | 1     | 0     | 3        |
| Szánkó           | 1     | 4     | 5     | 10       |
| Bob              | 1     | 3     | 2     | 6        |
| Biatlon          | 1     | 2     | 2     | 5        |
| Műkorcsolya      | 0     | 0     | 2     | 2        |
| Jégkorong        | 0     | 0     | 1     | 1        |
| Összesen         | 11    | 15    | 13    | 39       |